# Buševec
Buševec je vesnice v Chorvatsku v Záhřebské župě, spadající pod opčinu města Velika Gorica. V roce 2011 zde žilo 1 018 obyvatel. Nachází se na rovině v oblasti Turopolje, asi 11 km jihovýchodně od města Velika Gorica a 27 km jihovýchodně od Záhřebu.
K Buševci patří rovněž vesnice Novo Selo Lekeničko, která přestala jako samostatné sídlo existovat v roce 2001. Osada byla vždy malá, s 20 až 60 obyvateli.
Vesnicí prochází silnice D30, nedaleko též prochází dálnice A11. Nedaleko Buševce se nachází exit č. 5, k němuž vede krátká silnice D536. Dále na ni navazující župní silnice Ž3116 spojuje Buševec s vesnicí Podvornica.
Nachází se zde kostel svatého Jana Křtitele.